# Francis Arinze
Francis Arinze (Eziowelle, 1 november 1932) is een Nigeriaans geestelijke en een  kardinaal van de Rooms-Katholieke Kerk.
Arinze kwam uit een animistische familie. Op negenjarige leeftijd werd hij gedoopt en christen. Arinze studeerde aan het seminarie van Nuewi en studeerde in 1956 af. Van 1956 tot 1959 gaf hij les op dit seminarie.
Op 23 november 1958 werd Arinze priester gewijd. Daarna studeerde hij filosofie aan het seminarie van Enugu. In 1961 ging hij naar Rome om theologie te studeren.
Op 6 juli 1965 werd Arinze benoemd tot aartsbisschop-coadjutor van Onitsha en tot titulair bisschop van Fissiana; zijn bisschopswijding vond plaats op 29 augustus 1965. Toen Charles Heerey op 26 juni 1967 overleed, volgde Arinze hem op als aartsbisschop van Onitsha. Van 1979 tot 1984 was hij voorzitter van de Nigeriaanse bisschoppenconferentie.
Op 8 april 1984 werd Arinze benoemd tot president van het Secretariaat voor niet-Christenen, vanaf 1988 Pauselijke Raad voor de Interreligieuze Dialoog geheten. Hij organiseerde in die hoedanigheid de reis van paus Johannes Paulus II naar Nigeria in 1998.
Arinze werd tijdens het consistorie van 25 mei 1985 kardinaal gecreëerd. Hij kreeg de rang van kardinaal-diaken. Zijn titeldiakonie werd de San Giovanni della Pigna. Op 29 januari 1996 werd hij bevorderd tot kardinaal-priester; zijn titeldiakonie werd pro hac vice tevens zijn titelkerk.
Op 24 oktober 1999 ontving Arinze een gouden medaille van de Internationale Raad van christenen en joden. Deze raad probeert christenen en joden via een interreligieuze dialoog dichter bij elkaar te brengen. Arinze wordt geprezen om zijn kennis van andere godsdiensten en als voorzitter van de Pauselijke Raad heeft hij veel bijgedragen aan de interreligieuze dialoog. In het jaar 2000 was Arinze lid van het Comité van het jubeljaar. Dit comité hield zich bezig met het in goede banen leiden van de activiteiten die dat jaar in het Vaticaan en elders in de Rooms-Katholieke Kerk plaatsvonden.
Op 1 oktober 2002 werd Arinze benoemd tot prefect van de Congregatie voor de Goddelijke Eredienst en de Regeling van de Sacramenten. Onder zijn verantwoordelijkheid werd in maart 2004 de instructie Redemptionis Sacramentum gepubliceerd.
Arinze nam deel aan het conclaaf van 2005. Op 25 april 2005 volgde hij de tot paus gekozen kardinaal Joseph Ratzinger op als kardinaal-bisschop van Velletri-Segni.
Arinze ging op 9 december 2008 met emeritaat. Op 1 november 2012 verloor hij - in verband met het bereiken van de 80-jarige leeftijd - het recht om deel te nemen aan een toekomstig conclaaf.
Arinze staat bekend vanwege zijn orthodoxe inzichten inzake geloofsleer en moraal.
- Biblioteca Nacional de España: XX1658039
- Bibliothèque nationale de France: cb12674941z (data)
- Gemeinsame Normdatei: 122421116
- International Standard Name Identifier: 0000 0001 1034 6249
- Library of Congress Control Number: n84154675
- Nationale Bibliotheek van Tsjechië: jcu2012684148
- Nationale Bibliotheek van Israël: 987007278767105171
- Nationale Bibliotheek van Polen: a0000002556099
- Nederlandse Thesaurus van Auteursnamen: 172181003
- Istituto Centrale per il Catalogo Unico: BVEV037314
- Système universitaire de documentation: 079715168
- Virtual International Authority File: 133230
- WorldCat: E39PBJdCq3BdMBDcX8b7dJKDbd